# E711号線
E711号線 (E711ごうせん、英: European route E711) は、フランスにある欧州自動車道路のBクラス幹線道路であり、以下の都市を結ぶ。
- フランス
  - リヨン, グルノーブル